# Nicolás Monardes

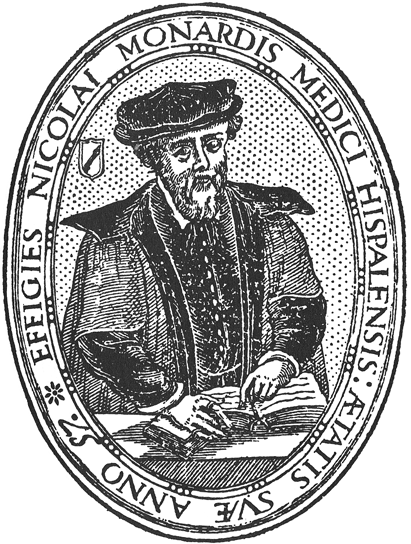
Nicolas Monardes im Alter von 57 Jahren

Nicolás Bautista Monardes (* 1493 in Sevilla; † 10. Oktober 1588) war ein spanischer Arzt und Botaniker.

## Leben und Wirken
Nach dem Studium an der Universität von Alcalá de Henares erlangt er 1533 seinen Titel als Arzt. Er übt die Medizin in Sevilla aus und widmet einen Großteil seiner Zeit dem Handel, vor allem dem Sklavenhandel.
Monardes veröffentlichte einige Bücher unterschiedlicher Bedeutung: Im Diálogo llamado pharmacodilosis (1536) begutachtet er den Humanismus und schlägt das Studieren einiger klassischer Autoren, hauptsächlich Pedanios Dioscurides, vor. Er bespricht den Wert der griechischen und arabischen Medizin in De secanda vena in pleuriti inter Grecos und Arabes concordia (1539). De Rosa und partibus eius (1540) handelt von Rosen und Zitrusfrüchten. Bedeutendste und weithin bekannteste Arbeit Monardes' war Historia medicinal de las cosas que se traen de nuestras Indias Occidentales, veröffentlicht in drei Teilen (1565, 1571 und vervollständigt 1574).
Er profitierte von seiner Kaufmannposition und von seinen Arztkenntnissen, um einen Vertrag zu verwirklichen, nach dem er die unbekannten Pflanzen vorstellte, die aus der Neuen Welt kamen. Er hatte so Anteil an der Verbreitung der Ananas, der Erdnuss, des Maises sowie der Coca und veröffentlichte die erste Illustration des Tabaks. Sein Werk wurde von Charles de l’Écluse in die lateinische Sprache übersetzt.

## Ehrentaxon
Carl von Linné benannte ihm zu Ehren die Gattung Monarda der Pflanzenfamilie der Lippenblütler (Lamiaceae).